# Sanaüja
Sanaüja är en kommun i Spanien.   Den ligger i provinsen Província de Lleida och regionen Katalonien, i den östra delen av landet, 400 km öster om huvudstaden Madrid. Antalet invånare är 458. Arean är 33 kvadratkilometer. Sanaüja gränsar till Torrefeta i Florejacs, Pinell de Solsonès, Biosca, Massoteres och Vilanova de l'Aguda. 
Terrängen i Sanaüja är platt åt sydväst, men åt nordost är den kuperad.